# بانداي البصرية المحدودة
شركة بانداي البصرية المحدودة هي شركة محدودة، اسمها الياباني :(バンダイ ビジュアル 株式会社 بانداي Bijuaru كابوشيكي Gaisha)، وهي شركة تنتج افلام الأنيمي اليابانية وتقوم بتوزيعها، التي أنشئت من قبل شركة بانداي، المحدودة وشركة تابعة لنامكو بانداي القابضة، منذ إعادة تنظيم شركة نامكو بانداي القابضة في عام 2006، أصبحت شركة بانداي تترأس وحدة الأعمال الإستراتيجية البصرية في المجموعة.

## وصلات خارجية
- بانداي البصرية المحدودة على موقع ANN company (الإنجليزية)
- الموقع الرسمي